# 中田芳子 (フィギュアスケート選手)
中田 芳子（なかた よしこ）は、日本のフィギュアスケート選手（アイスダンス）。パートナーは道家敏充、小又洋彦。1973年全日本フィギュアスケート選手権優勝。

## 経歴
1971年、小又洋彦とカップルを組み出場した全日本ジュニア選手権で初優勝する。1972年、道家敏充と新たにカップルを組み、全日本選手権で優勝を果たす。

## 主な戦績
- 1971-72シーズンは小又洋彦とカップル。
- 1973-74シーズンは道家敏充とカップル。

| 大会/年              | 1971-72 | 1972-73 | 1973-74 |
| -------------------- | ------- | ------- | ------- |
| 全日本選手権         |         |         | 1       |
| 全日本ジュニア選手権 | 1       |         |         |